# Photinus macdermotti
Photinus macdermotti is een keversoort uit de familie glimwormen (Lampyridae). De wetenschappelijke naam van de soort is voor het eerst geldig gepubliceerd in 1966 door Lloyd.